# Ximena Vásquez
Ximena Vásquez (* 17. September 2007) ist eine peruanische Leichtathletin, die im Sprint und Hürdenlauf an den Start geht.

## Sportliche Laufbahn
Erste Erfahrungen bei internationalen Meisterschaften sammelte Ximena Vásquez im Jahr 2022, als sie bei den Jugend-Südamerikaspielen in Rosario in 59,12 s den siebten Platz im 400-Meter-Lauf belegte und über 800 Meter mit 2:23,25 min ebenfalls auf Rang sieben gelangte. Anschließend erreichte sie bei den U18-Südamerikameisterschaften in São Paulo mit 60,25 s Rang acht über 400 Meter. Im Jahr darauf gewann sie bei den Ibero-Amerikanischen-U18-Meisterschaften in Lima in 57,04 s die Bronzemedaille über 400 Meter und belegte mit der peruanischen 4-mal-400-Meter-Staffel in 3:40,26 min den siebten Platz. 2024 schied sie bei den U20-Südamerikameisterschaften in Lima mit 57,98 s im Vorlauf über 400 Meter aus und belegte in 64,05 s den sechsten Platz im 400-Meter-Hürdenlauf. Zudem belegte sie mit der 4-mal-400-Meter-Staffel in 3:54,31 min den fünften Platz und wurde auch in der Mixed-Staffel in 3:37,88 min Fünfte. Anschließend schied sie bei den U20-Weltmeisterschaften ebendort mit 61,59 s in der ersten Runde über 400 m Hürden aus und wurde mit der Frauenstaffel im Vorlauf disqualifiziert. Im Dezember gewann sie bei den U18-Südamerikameisterschaften in San Luis in 1:01,81 min die Silbermedaille über 400 m Hürden und kam im Finale über 100 m Hürden nicht ins Ziel.
2022 wurde Vásquez peruanische Meisterin im 400-Meter-Lauf sowie 2023 über 400 m Hürden.

## Persönliche Bestzeiten
- 400 Meter: 56,18 s, 16. Juni 2023 in Lima
- 800 Meter: 2:19,76 min, 5. März 2022 in Lima
- 400 m Hürden: 61,59 s, 28. August 2024 in Lima (peruanischer U20-Rekord)